# Rafe de Crespigny
Richard Rafe Champion de Crespigny (ur. 1936) – australijski sinolog, emerytowany profesor nadzwyczajny w Centrum Chin i Korei przy Australian National University w Canberze. W szczególny sposób zajmuje się historią, geografią i literaturą chińskiej dynastii Han oraz tłumaczeniem i edycją tekstów z Epoki Trzech Królestw.

## Publikacje
- Northern Frontier: The Policies and Strategy of the Later Han Empire (Canberra 1984)
- Emperor Huan (Canberra 1989)
- Later Han Civil Administration (Canberra 1989)
- Generals of the South (Canberra 1990)
- To Establish Peace: Being the Chronicle of Later Han for the Years 189 to 220 A.D., vol.1-2 (Canberra 1996)
- A Biographical Dictionary of Later Han to the Three Kingdoms (23-220 AD) (Leiden 2006)